# Randlett (Oklahoma)
Randlett es un pueblo ubicado en el condado de Cotton en el estado estadounidense de Oklahoma. En el año 2010 tenía una población de 	438 habitantes y una densidad poblacional de 273,75 personas por km².

## Geografía
Randlett se encuentra ubicado en las coordenadas 34°10′36″N 98°27′56″O / 34.17667, -98.46556 (34.176736, -98.465474).

## Demografía
Según la Oficina del Censo en 2000 los ingresos medios por hogar en la localidad eran de $27,019 y los ingresos medios por familia eran $30,455. Los hombres tenían unos ingresos medios de $25,000 frente a los $21,429 para las mujeres. La renta per cápita para la localidad era de $11,455. Alrededor del 15.5% de la población estaban por debajo del umbral de pobreza.